# Ла-Віллетт (парк)
48°53′35″ пн. ш. 2°23′26″ сх. д. / 48.89306° пн. ш. 2.39056° сх. д.

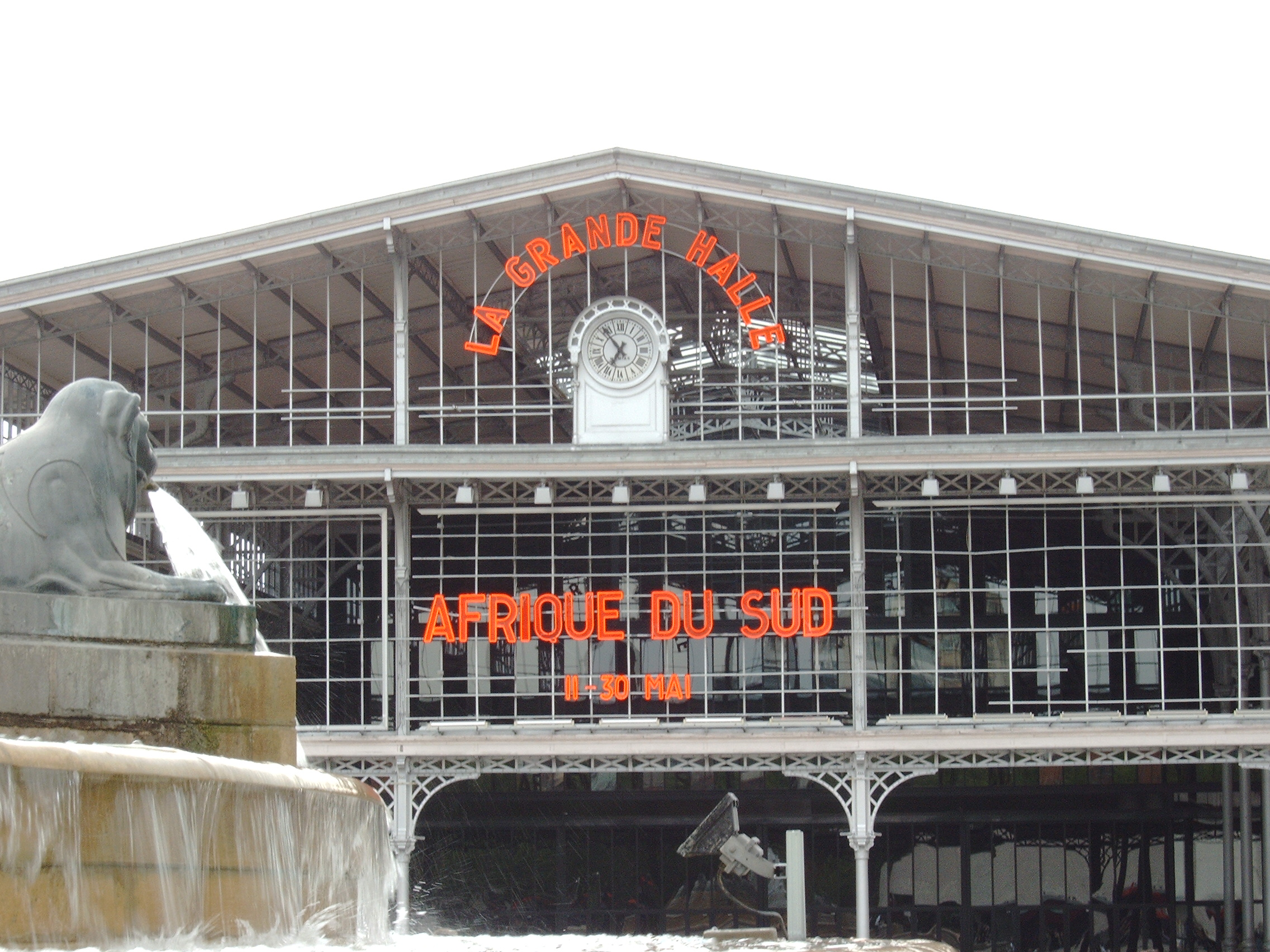
Гранд-Аль з книжковим магазином в південній частині парку Ла Вілетт

Парк Ла-Віллет (Віллет) (фр. parc de La Villette) в XIX окрузі Парижа — найбільший парк французької столиці  (55 га, з них 35 га зелених насаджень). Архітектурне планування парку було доручено у 1982 році Бернару Чумі. Парк перетинає канал Урк ( canal de l'Ourcq ), на його території проводяться культурно-розважальні заходи.

## Опис парку
Істотною особливістю парку є перспектива з півночі на південь. Прогулянки відбуваються на території тематичних садів,  які одночасно слугують як майданчиком для ігор, так і місцем для театральних імпрез, де на сцену виходить природа.
У парку розташовані численні червоні павільйони - «Фолі» (folie - особнячок, заміський будиночок ), . Парк перетинає канал Урк. Північну й південну частини парку з'єднують два пішохідні містки через канал, а також прогулянкова галерея з хвилястим дахом, що перетинає весь парк.
У парку протягом усього року пропонується різноманітна культурна програма: виставки, театральні постановки, концерти, цирк, вечірні сеанси кіно на відкритому повітрі влітку.
У парку Віллет знаходяться:

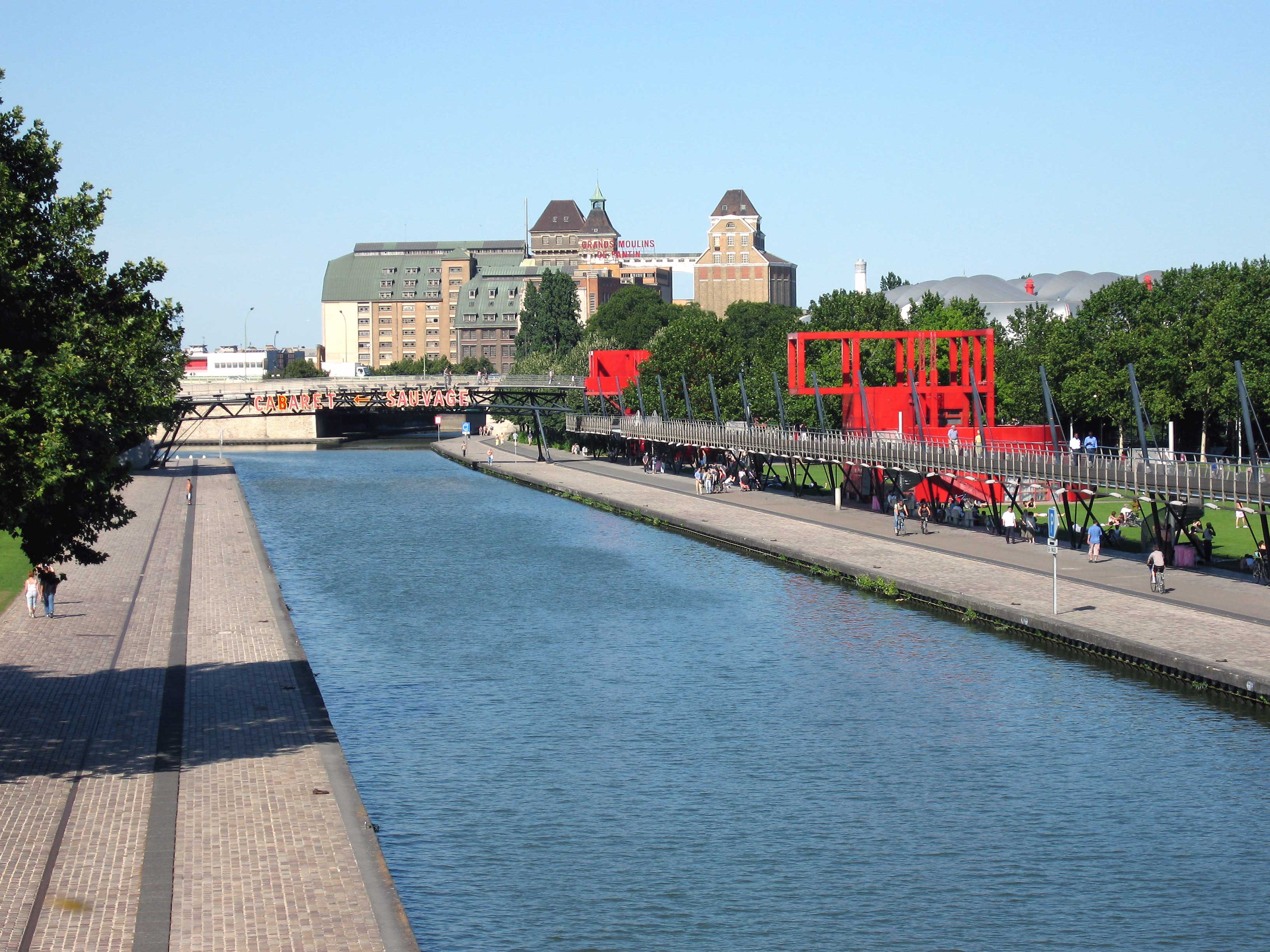
Канал Урк, вдалині - колишні млини Парижа, праворуч проглядає сірий дах концертного залу Зеніт

- Містечко науки та індустрії (Париж), урочисто відкрите 13 березня 1986 р. (Ніч проходження комети Галлея), зі своїм музеєм та медіатекою;
- кінозал Жеод;
- Містечко Музики (Париж);
- Паризька вища національна консерваторія музики й танцю;
- павільйон Поля Делувріє (Paul Delouvrier);
- концертний зал Зеніт (Париж);
- Гранд-Аль з книжковим магазином;
- тематичні сади:
  - бамбуковий сад,
  - сад дитячих страхів,
  - сад виноградних лоз,
  - сад рівноваги,
  - сад з острівцями,
  - сад з дзеркалами,
  - сад з дюнами,
  - еквілібрістський сад,
  - сад з драконом.
- кінотеатр-атракціон Сінакс ;
- підводний човен «Аргонавт» ;
- Зал « Кабаре соваж» (Le Cabaret sauvage)
- театр «Парі-Віллет»;
- «Тармак»;
- Вілеттський Дім;
- шапіто;
- Музичний кіоск;
- дитячі каруселі;
- Кінно-спортивний центр;
- Міжнародний театр французької мови;
- Театр Парі-Віллет (Paris-Villette )

Від парку Віллет до парку Бют-Шомон йде алея Даріуса Мільо. На річковому кораблику можна доплисти до Сталінградської площі, а далі через шлюзи і канал Сен-Мартен до площі Бастилії та Сени.

## Практична інформація
До парку Ла-Вілетт можна добратися на метро лінії 5, 7 - станції: «Porte de la Villette», «Corentin Cariou» та «Porte de Pantin».